# Decibel
Decibél (okrajšava dB) je enota brez dimenzije, s katero izražamo razmerje med spremenljivo količino in fiksno referenco. Uporabljamo ga pri meritvah v akustiki, fiziki, elektrotehniki in sorodnih področjih. Ker se za izračun uporablja logaritem, je z njim možno izražati zelo velik razpon razmerij z relativno majhnimi števili.
Decibel ni enota po standardu SI, ga je pa Mednarodni urad za uteži in mere (BIPM) uvrstil v klasifikacijo ne-SI enot, ki so sprejemljive za uporabo s sistemom SI. Po dogovoru se d kot okrajšava za SI predpono »deci-« piše z malo, B pa z veliko, ker je okrajšava za enoto, ki izvira iz imena. Poimenovana je po kanadskem izumitelju Alexandru Grahamu Bellu.

## Definicija
Decibel ima dve definiciji, odvisno od uporabe.
Kadar se nanaša na meritve moči ali intenzitete, je:
{\displaystyle X_{\mathrm {dB} }=10\log _{10}{\bigg (}{\frac {X}{X_{0}}}{\bigg )}\ }
Ko pa se nanaša na meritve amplitude, je:
{\displaystyle X_{\mathrm {dB} }=20\log _{10}{\bigg (}{\frac {X}{X_{0}}}{\bigg )}\ }
kjer je X0 referenčna vrednost z enako enoto kot X. Referenčna vrednost je odvisna od dogovora in konteksta. Pri konstantni upornosti je moč sorazmerna kvadratu amplitude napetosti ali toka. V tem primeru sta definiciji enaki.

## Primeri
Kadar je PdB za 10 decibelov večji od PdB0, znaša P desetkrat P0. Kadar je PdB večji za 3 dB, je razmerje zelo blizu 2 {\displaystyle (10^{3 \over 10}=1.99526)}.
Decibeli so uporabni za računanje »peš«, ker je seštevanje lažje od množenja razmerij, vendar se je treba navaditi na pretvarjanje med razmerji in decibeli. Pravila:
1. Razmerje 1 da okroglo vrednost v dB.
2. Dvakratnik okroglega razmerja da okroglo vrednost v dB: 2, 4, 8, 16, 32, 64
3. Desetkratnik okroglega razmerja da okroglo vrednost v dB: 10, 100
4. Polovica okroglega razmerja da okroglo vrednost v dB: 50, 25, 12.5, 6.25
5. Desetina okroglega razmerja da okroglo vrednost v dB: 5, 2.5, 1.25, 1.6, 3.2, 6.4

Tabela za pretvorbo med razmerji in dB na eno decimalno mesto natančno:
| Razmerje | 1 | 1,25 | 1,6 | 2 | 2,5 | 3,2 | 4 | 5 | 6,3 | 8 | 10 |
| dB       | 0 | 1    | 2   | 3 | 4   | 5   | 6 | 7 | 8   | 9 | 10 |

##### Druge pogoste vrednosti dB
| vrednost v dB | razmerje moči         | razmerje napetosti                         |
| ------------- | --------------------- | ------------------------------------------ |
| −30 dB        | 1/1000 = 0.001        | {\displaystyle {\sqrt {1/1000}}} = 0.03162 |
| −20 dB        | 1/100 = 0.01          | {\displaystyle {\sqrt {1/100}}} = 0.1      |
| −10 dB        | 1/10 = 0.1            | {\displaystyle {\sqrt {1/10}}} = 0.3162    |
| −3 dB         | 1/2 = 0.5 (približno) | {\displaystyle {\sqrt {1/2}}} = 0.7071     |
| 3 dB          | 2 (približno)         | {\displaystyle {\sqrt {2}}} = 1.414        |
| 10 dB         | 10                    | {\displaystyle {\sqrt {10}}} = 3.162       |
| 20 dB         | 100                   | {\displaystyle {\sqrt {100}}} = 10         |
| 30 dB         | 1000                  | {\displaystyle {\sqrt {1000}}} = 31.62     |

## Zgodovina
Enoto bel so vpeljali inženirji v Bellovem telefonskem laboratoriju za kvantifikacijo izgub pri prenosu zvoka čez 1 miljo (1.6 km) standardnega telefonskega kabla. Najprej so ji dali ime »enota prenosa« (angleško Transmission unit oz. TU), a so jo leta 1923 ali 1924 preimenovali v čast Alexandra Grahama Bella, pionirja na področju telekomunikacij in ustanovitelja laboratorija. Za vsakdanjo uporabo je bil bel prevelik, zato je v splošno uporabo prešel decibel (dB), desetina bela (B).

## Uporaba

### Akustika
Decibel se največkrat uporablja za izražanje glasnosti zvoka v primerjavi z referenčno vrednostjo 0 dB, ki predstavlja najnižjo jakost zvoka, ki ga še lahko zazna človek. Po standardu ANSI S1.1-1994, znaša referenčna jakost 20 µPa v zraku in 1 µPa v vodi.

### Elektrotehnika
Elektrotehniki raje uporabljajo decibel kot aritmetična razmerja ali odstotke. Ko so vezja, kot so ojačevalci in atenuatorji, vezana zaporedno, se lahko moč v decibelih enostavno sešteva ali odšteva. Uporaba decibela je pogosta tudi v elektroakustiki, ker se logaritemski opis lastnosti signala ujema z občutljivostjo ušesa.
V radijski in telekomunikacijski tehniki se decibeli uporabljajo za opis razmerja med meritvami električne moči. V kombinaciji s pripono postane absolutna enota. V kombinaciji z »-m« (miliwatt) nastane enota dBm - v tem primeru je 1 mW enako 0 dB. 1 dBm je decibel več od 0 dBm, približno 1,259 mW.
Profesionalni zvočni tehniki uporabljajo enoto dBu. 0 dBu je napetost, pri kateri 600 ohmski upornik proizvede 1 mW moči. Vrednost je bila izbrana iz zgodovinskih razlogov - 600 ohmov je bila standardna referenčna upornost pri skoraj vseh nizkoupornostnih akustičnih vezjih.
Decibeli se uporabljajo za izražanje izgube ali ojačanja signala, ki potuje med oddajnikom in sprejemnikom. Vrednost v dB je absolutna takrat, kadar je referenčna vrednost (0 dB) natančno določena. Sicer predstavlja vrednost v dB samo razmerje, recimo ojačanje signala v ojačevalniku.

### Seizmologija
Vrednosti Rihterjeve lestvice so izražene v belih.

## Zunanji viri
- Decibel na strani Hyperphysics - definicija, računanje
- Decibel v Engineering Database Arhivirano 2007-04-03 na Wayback Machine. - računanje
- Kaj je decibel? - s primeri in animacijami
- Lestvica vrednosti
- Razlaga nekaterih okrajšav
- Understanding dB